# Zingend zand
Zingend zand of akoestisch zand bestaat uit zandkorreltjes die een ronde of afgeronde vorm hebben en tijdens het schuren over elkander heen een bepaalde muzikale toon of eerder ruis voortbrengen.
Zingend zand komt voor waar zich stranden of duinen van woestijnen bevinden, waarbij het zand een geluid voortbrengt dat doet denken aan een zingend koor dat slechts één muzikale noot laat horen. Zingend zand kan ook aan de kust van België en Nederland aangetroffen worden. Het geluid is het best hoorbaar als men krachtig met de voeten over het losse zand schuurt.